# Stade municipal d'Ipurua
Le stade municipal d'Ipurua est un stade de football situé dans le quartier d'Ipurua de la localité d'Eibar (Pays basque, Espagne). 
C'est dans ce stade que la SD Eibar dispute ses matchs. Le stade a une capacité pour 8164 spectateurs,.

## Histoire
Le stade d'Ipurua est inauguré le 14 septembre 1947 par un match amical entre Eibar et Elgoibar.
Lors de la saison 2014-2015, le stade accueille pour la première fois des matchs de la première division du championnat d'Espagne.
Le 24 août 2014, SD Eibar bat la Real Sociedad 1 à 0 (but de Javi Lara) lors du premier match de Première division disputé au stade d'Ipurua.